# Simon Lévy
Simon Lévy  (geboren 29. Mai 1886 in Straßburg; gestorben 19. Januar 1973 Paris) war ein französischer Maler.

## Leben und Werk
Simon Lévys Vater Isaac Lévy war Bankier in Straßburg, die Familie wohlhabend. Von 1904 bis 1905 bereiste Simon Lévy Belgien und Holland und wurde von der flämischen Malschule beeinflusst. Ab 1907 orientierte er sich am Impressionismus und besonders an Paul Cézanne. Von 1909 bis 1914 war er mit Rick Wouters befreundet, einem Impressionisten aus der Schule von Barbizon. Von 1915 bis 1917 studierte er in München Malerei. Nach 1919 zog er nach Paris Montparnasse und verkehrte mit Tsuguharu Foujita, Man Ray, Francis Picabia, Eric Satie und anderen. 
Er stellte seine Werke aus, zuerst in Paris, danach unter anderem in London, Brüssel, Skandinavien, San Francisco. Da er unter dem Vichy-Regime als Jude in Gefahr war, zog er sich von 1940 bis 1943 zuerst nach Villeneuve-lès-Avignon, dann nach Basel zurück. Auch wenn er Cézanne bewunderte, kopierte er ihn nie, er wurde auch der „Elsässer Cézanne“ genannt.
Er begann selbst zu sammeln. Als er 1973 starb, hinterließ er eine große Gemäldesammlung. Simon Lévy blieb unverheiratet und kinderlos.

### Groupe de Mai
Kurz vor dem Ersten Weltkrieg bewegte Simon Lévy eine Gruppe Elsässer Künstler, nach Paris zu ziehen, um sich der französischen Kunst anzuschließen und ihre regionale Kunstrichtung hinter sich zu lassen. Das Elsass war bis 1918 vom Deutschen Reich als Reichsland Elsaß-Lothringen annektiert. Diese Gruppe nannte sich später Groupe de Mai („Maigruppe“), weil sie von 1920 bis 1934 jeden Mai eine Kunstausstellung veranstaltete. Sie umfasste schließlich 10 Mitglieder: Jacques Gachot (1885–1954), Balthasar-Haug (1890–1965), Edouard Hirth (1885–1980), Martin Hubrecht (1892–1965), Luc Hueber (1888–1974), Louis-Philippe Kamm (1882–1959), Lisa Krugell (1893–1977), Charles Schenkbecher (1887–1942), Paul Welsch (1889–1954) und Simon Lévy, der zusammen mit Balthasar-Haug einer der beiden Anführer war.
Robert Heitz charakterisierte sie wie folgt: La leçon essentielle que ces peintres ont tirée de l’aventure profitera à l’ensemble des artistes alsaciens. Ils ont appris à décrasser leur palette; ils ont pris conscience des lois propres à la construction d’un tableau; ils ont appris à interpréter plus librement les éléments du monde extérieur. („Die wesentliche Lektion, die diese Maler aus diesem Abenteuer gelernt haben, wird allen elsässischen Künstlern zugutekommen. Sie lernten, ihre Palette zu bereinigen; sie wurden sich der Gesetze bewusst, die der Konstruktion eines Gemäldes eigen sind; sie haben gelernt, Elemente der Außenwelt freier zu interpretieren“). Robert Heinz (1895–1984) war ein elsässischer Politiker, Maler und Kunstkritiker.